# Єналебніц
Єналебніц (нім. Jenalöbnitz) — громада в Німеччині, розташована в землі Тюрингія. Входить до складу району Заале-Гольцланд. Складова частина об'єднання громад Дорнбург-Камбург.
Площа — 3,94 км2. Населення становить 155 ос. (станом на 31 грудня 2021).

## Галерея

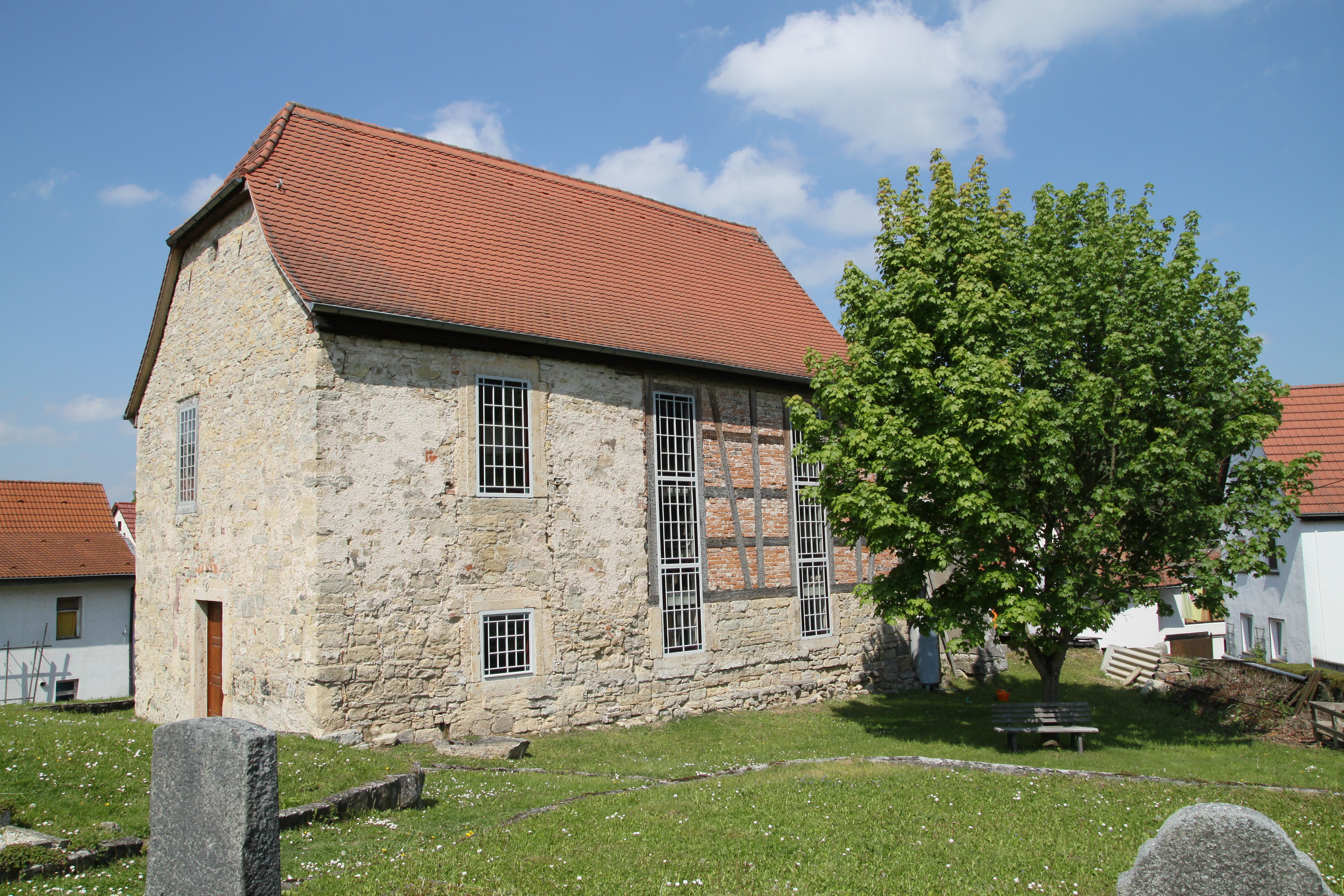